# Paolo Truzzu
Paolo Truzzu (Càller, 25 de juliol de 1972) és un polític italià i alcalde de Càller des de juny de 2019. Fins a la seva elecció com a alcalde de Càller, va ser regidor regional de Sardenya.